# Judith Curry

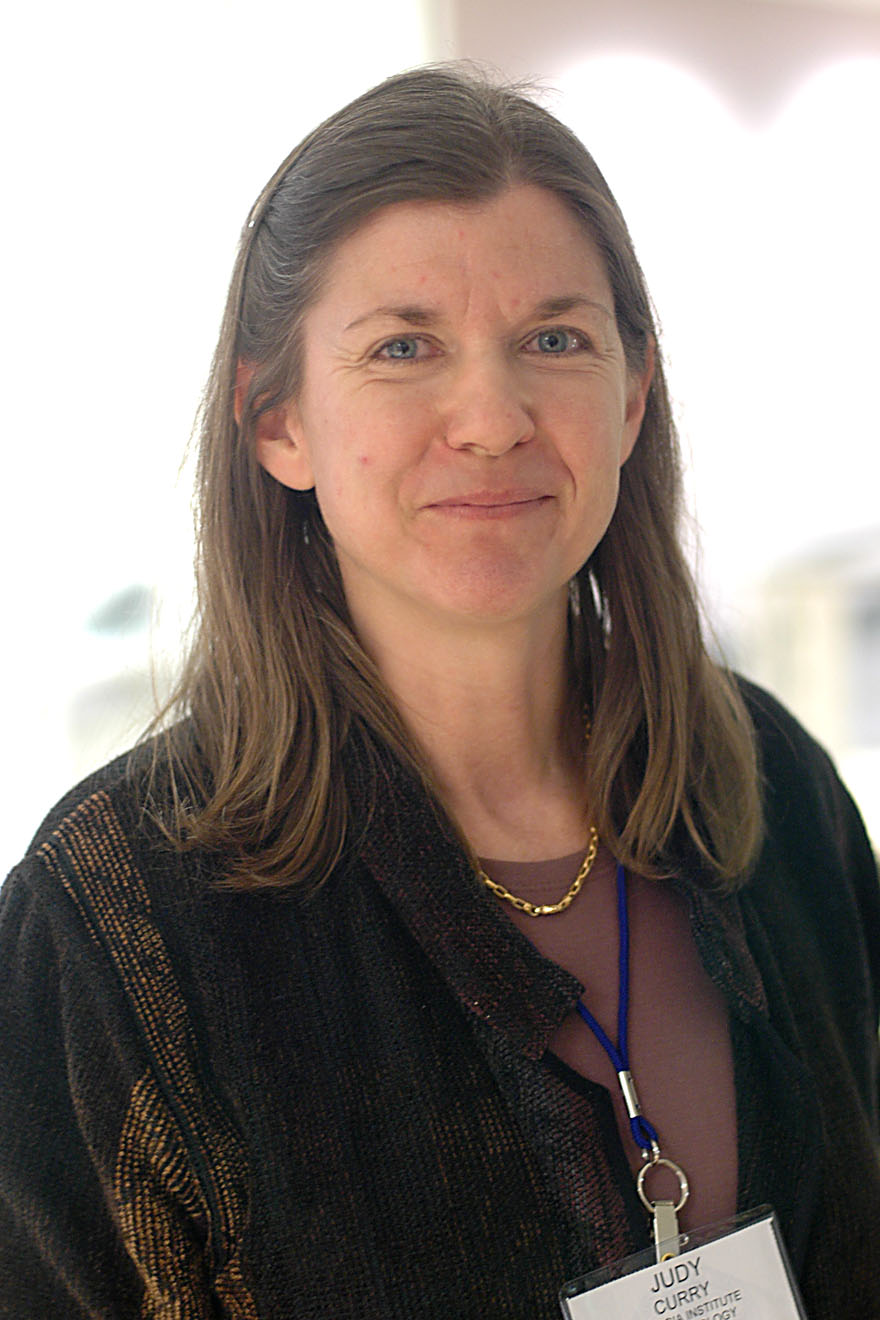
Judith A. Curry, 2006.

Judith Curry – amerykańska profesor fizyki atmosfery w szkole nauk o ziemi i atmosferze w Instytucie Technologicznym stanu Georgia w USA.

## Życiorys
Uzyskała doktorat w 1982 roku w Uniwersytecie w Chicago. Od 2002 roku jest dyrektorem w szkole nauk o ziemi i atmosferze w instytucie technologicznym w Georgii (School of Earth and Atmospheric Sciences, Georgia Institute of Technology ). Była też profesorem na wydziale meteorologii w Purdue University, Penn State, oraz Uniwersytecie Wisconsin w Madison, oraz profesorem na Uniwersytecie Kolorado w Boulder. Jest członkiem (fellow) Amerykańskiej Unii Geofizycznej i Amerykańskiego Towarzystwa Meteorologicznego. Zajmuje się fizyką chmur i meteorologią polarną. Prowadziła atmosferyczne i oceaniczne eksperymenty naukowe w Arktyce.
W 2006 roku Curry była jednym z autorów artykułu dotyczącego związku pomiędzy intensywnością cyklonów tropikalnych i zmianami klimatu. W wywiadzie udzielonym The Wall Street Journal Curry określiła jednego z przeciwników jej poglądów (Williama Greya) jako "wapniaka" (ang. fossilized brain), którego "nikt poza kilkoma oszołomionymi zwolennikami nie chce słuchać" (ang. "Nobody except a few groupies wants to hear what he has to say") co wywołało dyskusję pomiędzy sceptykami i zwolennikami antropogenicznych przyczyn zmian klimatu.
W 2009 roku podjęła dyskusję w związku z wydarzeniem Climategate na temat sposobu komunikacji z mediami i stadnych (ang. "tribal") zachowań naukowców. Wystosowała list do młodych naukowców badających klimat i opublikowała swoją analizę na blogu Climate Audit. Curry uważa, że zachowanie CRU jest objawem stadnej reakcji ("tribal") osaczonych naukowców.